# Johann Fischer (compositeur)
Pour les articles homonymes, voir Johann Fischer et Fischer.
Johann Fischer (Augsbourg, 25 septembre 1646 – Schwedt, 1716) est un violoniste, claviériste et compositeur allemand de l'époque baroque. Il ne faut pas confondre avec un autre compositeur nommé Johann Fischer, né à Lübeck et répertoriés par Johannes Moller dans Cimbria literata (v. I, p. 176) ; ni avec Johann Caspar Ferdinand Fischer. Johann Fischer est mentionné comme bon claveciniste et interprète au violon, qui dit avoir particulièrement aimé les cordes et pour cette raison, il a principalement composé pour violon et aussi pour l'alto, notamment dans ses ouvertures. En tout cas, ses œuvres sont d'intérêt historique, car ils sont susceptibles de trahir l'influence de la musique instrumentale française.

## Biographie
Johann Fischer naît à Augsbourg en Souabe, fils d'un natif de piper, Jonas Fischer et de Maria, née Mayr. Il prend des leçons de musique avec son père, ainsi qu'avec le chantre Tobias Kriegsdorfer (1608–1686). De 1661 à 1664, il est chargé de la musique dans l'orchestre du Wurtemberg de la cour de Stuttgart, par le maître de chapelle Samuel Capricornus. Après la mort de Capricornus en 1665, Fischer travaille pendant cinq ans à Paris, où il est copiste pour Jean-Baptiste Lully, le maître de chapelle de Louis XIV
En 1673, il retourne dans l'orchestre de la cour de Stuttgart et un an plus tard, il est musicien d'église à la Barfüßerkirche à Augsbourg, où il est employé jusqu'en 1677. Au cours de cette période, il compose environ 60 morceaux de musique d'église. Il épousé ensuite Antonia Sybilla, qui lui donne entre 1675 et 1681 cinq enfants. Il retourne à sa ville natale et en 1683, il occupe pendant trois années un poste en tant que violoniste, professeur et compositeur de l'orchestre de la cour du duc d'Ansbach, très friands de la musique française. À partir de 1686, Fischer prend la direction de la chapelle, mais après la mort du Margrave, Johann Friedrich la même année, Fischer est libéré de ses fonctions. Son successeur, le Margrave George Friedrich  étant plutôt amoureux de musique italienne
De 1690 à 1697, il occupe un poste similaire à Jelgava (aujourd'hui en Lettonie), à la cour du Duc de Courlande, Frédéric Casimir Kettler, et après la dissolution de la chapelle, il vit un certain temps à Riga. À la fin des années 1690, il voyage à travers toute l'Europe, sans se fixer longtemps. En 1700, il trouve une position à Lüneburg et en 1701, il joue en Pologne vor Ihro grade de major. dem Könige von Polen zu pas dero hoher Zufriedenheit. En 1702, il devint maître de chapelle pour Charles-Léopold, Duc de Mecklembourg-Schwerin. En 1704, il effectue un voyage à Copenhague, où il espérait un emploi à la cour royale de l'orchestre, mais sans concrétisation. Fischer se rend à Bayreuth en 1707, puis vit successivement à Stralsund, Stockholm et Szczecin. Dans ses dernières années, il est maître de chapelle pour Philippe-Guillaume, Margrave de Brandebourg-Schwedt, Mais d'une disposition plutôt  frivole, il donne bientôt ce post et voyage entre Copenhague, Stralsund et Stockholm. Enfin, il devint maître de chapelle pour le Margrave de Schwedt, où il meurt à l'âge de soixante-dix ans

## Œuvres
Les compositions de Fischer sont similaires à celles de Johann Sigismund Kusser, comme sa musique de chambre traditionnelle le suggère. Il a écrit plusieurs recueils de chansons, dont le plus important est une collection d'une cinquantaine de chansons françaises et un autre recueil de madrigaux et de Lieder. Ses mélodies sont originales et ses harmonies et ses rythmes variés. Dans son œuvre la scordatura est souvent nécessaire à l'alto. Il écrit également des œuvres instrumentales. Johann Mattheson écrit que Fischer musique a été très apprécié et joué fréquemment, bien que son travail sur la musique d'église, composée de nombreuses cantates et motets, est encore peu exploré. Ses œuvres sont répertoriées par Ernst Ludwig Gerber dans son Lexikon der Tonkünstler (v. II, p. 133).

### Compositions
- Musikalische Mayen-Lust, a 7 (Augsbourg, 1681)
- So wünsch ich manche gute Nacht, Motet (Augsbourg, 1681) (Douteux)
- Himmlische Seelen-Lust pour violon et accompagnement (Nürenberg, 1686)
- Musicalisches Divertissement, a 2 (Dresde, 1699)
- Neuverfertigtes musicalisches Divertissement, a 4 (Augsbourg, 1700)
- TafelMusik, a 3, 4 (Hambourg, 1702)
- Musicalische Fürsten Lust..., a 4 (Augsbourg, 1706)
- Feld - und Heldenmusik (Augsbourg, 1706)
- Ouverture (Suite) a 5 en fa majeur pour hautbois, 2 violons, alto (ou hautbois, violon, 2 altos) et basse continue[3]
- Vier Suiten für Blockflöte (violon, flûte, hautbois, alto), avec la basse (clavecin avec viole de gambe, violoncelle, luth, aussi clavecin, clavecin seul ou viole de gambe, violoncelle, luth)
- Balletto a 4 en ut mineur (1690)
  - Sonatine
  - Allemanda
  - Menuet
  - Menuet
  - Bourrée
  - Sarabande en ut mineur pour violon, piccolo discordato, basse, alto et basse continue (violone, harpe et clavecin)
- Trost-Klang (instrumental)